# NGC 945
NGC 945 est une galaxie spirale barrée située dans la constellation de la Baleine. NGC 945 a été découverte par l'astronome germano-britannique William Herschel en 1785.

## Caractéristiques
Sa vitesse par rapport au fond diffus cosmologique est de 4 258 ± 16 km/s ce qui correspond à une distance de Hubble de 62,8 ± 4,4 Mpc (∼205 millions d'al).
À ce jour, une mesure non basée sur le décalage vers le rouge (redshift) donne une distance d'environ 56,400 Mpc (∼184 millions d'al). Cette valeur est à l'extérieur des valeurs de la distance de Hubble de 62,8 ± 4,4 Mpc (∼205 millions d'al).
La classe de luminosité de NGC 945 est III et elle présente une large raie HI.

## Supernova
La supernova SN 1998dt a été découverte dans NGC 945 le 1er septembre 1998 par T. Shefler, E. Halderson, M. Modjaz, J. Y. King, W. D. Li, R. R. Treffers et A. V. Filippenko de l'université de Californie à Berkeley dans le cadre du programme LOSS (Lick Observatory Supernova Search) de l'observatoire Lick. Cette supernova était de type Ib. 

## Groupe de NGC 945
NGC 945 est la plus brillante galaxie d'un groupe d'au moins 7 membres qui porte son nom. Les six autres galaxies du groupe de NGC 945 sont NGC 948, NGC 950, NGC 977, MCG -2-7-20, MCG -2-7-32 et MCG -2-7-33.